# Irtyshita
L'irtyshita és un mineral de la classe dels òxids, que pertany al grup de la natrotantita. Rep el seu nom del riu Irtysh, al Kazakhstan, proper al lloc on va ser descoberta.

## Característiques
L'irtyshita és un òxid de fórmula química Na₂Ta₄O11. Cristal·litza en el sistema hexagonal. Es troba en forma de petits filons, de 0,02 mm x 0,2 mm, i en grans irregulars. La seva duresa a l'escala de Mohs és 7. L'exemplar que va servir per a determinar l'espècie, el que es coneix com a material tipus, es troba conservat al Museu mineralògic Fersman, un dels museus de minerals més grans del món, situat a Moscou, Rússia.
Segons la classificació de Nickel-Strunz, l'irtyshita pertany a «04.DJ - Minerals òxids amb proporció metall:oxigen = 1:2 i similars, amb cations grans (+- mida mitja); marcs polièdrics» juntament amb els següents minerals: calciotantita i natrotantita.

## Formació i jaciments
Va ser descoberta l'any 1985 en pegmatites de granit del dipòsit de tàntal d'Ungursai, prop el riu Irtysh, a la Província del Kazakhstan Oriental (Kazakhstan), on sol trobar-se associada a altres minerals com: thoreaulita, tantalita-(Mn), litiotantita, ixiolita i cassiterita. Es tracta de l'únic indret on ha estat trobada aquesta espècie mineral.